# 小西良幸
小西 良幸（こにし よしゆき、本名：小西正紀 （こにし まさのり）、1950年10月9日 - ）は、日本の男性ファッションデザイナー。ドン小西名義でタレント活動も行う。
三重県津市出身。元サムデイ所属。

## 略歴・人物
父方の親族に医者が多く、母は呉服屋を営む。
三重大学教育学部附属小学校、三重大学教育学部附属中学校、佼成学園高校を卒業。芝浦工業大学を不合格となり、明星大学理工学部へ入学するも中退。在学時にはロンドンへ短期留学する。文化服装学院卒業後、アパレルメーカー「GRASS」（本社は広尾、店舗は原宿）に就職。同僚に舘ひろしや永田友純がいた。
1981年に独立し、小西良幸デザインオフィスを設立。自身のファッションブランド「FICCE（FICCE UOMO、FICCE RAZZA）」を立ち上げる（FICCEという単語に意味はない）。当初は業績不振が続いたが、業者から無料で仕入れた端切れを使うなどして、アバンギャルドなファッションスタイルを提案しヒットを飛ばす。80年代後半から90年代前半にはDCブランドブームにも乗じ、ビートたけしが「FICCE」を着用。ほかにも谷村新司やエルトン・ジョンらが愛用したことで、ブランドの認知度が高まり、税関（当時の大蔵省）、東武鉄道の制服などもデザインした。しかしバブル崩壊に加え、シンプルなスタイルを打ち出すファストファッションの台頭により売り上げが低迷。スタッフにも見放され、ショップはすべて閉店に追い込まれた。負債は15億円に膨れ上がったという。ブランド売却などで負債を圧縮するも債務は残り、テレビ出演を開始。「とくダネ!」（フジテレビ）のファッションチェックコーナーへ「ドン小西」の芸名で出演し人気を博した。以後は「とくダネ!」のディレクターが命名した この芸名を使用するようになる。
のちに自身のブランドを再設立（「YOSHIYUKI KONISHI」「d.k.f - Produced by Don Konishi」）。一時期ブランドのイメージキャラクターにGacktを起用していた。「FICCE」は山本寛斎が保有しているが、2016年に小西が参加し、自身の創設したブランドへ復帰を果たしている。
テレビ出演に伴い、本人の知名度が上がったことから、名古屋学芸大学メディア造形学部ファッション造形学科特別講師を務めたり、2007年には出身地である三重県の観光大使「みえの国観光大使」に就任した。
2012年11月、テレビ東京系「主治医が見つかる診療所」に出演。心臓ドッグを受診する企画にて心臓弁膜症であることが判明した。2013年2月13日、昨年12月22日に手術を行い、術後の経過は良好である旨がメディアにて報道された。
自身のブランド低迷後に離婚した妻(ドンが23歳の時に結婚)との間に娘がいる。プロ野球・読売ジャイアンツファン。

## 出演

### テレビ番組
- 情報プレゼンター とくダネ! (1999年7月30日 - 2004年10月1日・2021年3月19日[10]、フジテレビ系列) - コーナー「ドン小西のおしゃれ泥棒」→「ドン小西の個人教授」→「GO!GO!プライス」
- 金田一少年の事件簿（日本テレビ） - 六条光彦役で出演。
- I stage（テレビ愛知）
- 音革命II（テレビ愛知）
- スッキリ!!（日本テレビ） - 「ドン小西の芸能界ピリ辛おしゃれコンシェルジュ」に出演。

### ラジオ番組
- 加納典明・男のやりたい放題!（アール・エフ・ラジオ日本） -  加納典明の話相手役で出演。

### 映画
- On the Rock(2005年、NETCINEMA.TV)
- 海月姫（2014年） - カメオ出演。

### CM
- アース製薬（防虫剤・ピレパラアース）

## 書籍

### 新聞
- ドン小西のDONトライ（伊勢新聞）

### 雑誌
- NAVI（二玄社）

### 週刊誌
- ドン小西のイケテルファッションチェック（週刊朝日）

### 著書
- 逆境が男の「器」を磨く（2010年、講談社）
- 部長!ワイシャツからランニングがすけてます 男の器は服でつくる（2009年、朝日新聞出版）
- ドン小西のなんでもチェック!（2002年、アップオン）